# Покров-Майдан
Покров-Майдан (Покровский Майдан) — село в Воротынском районе Нижегородской области. Входит в состав Огнёв-Майданского сельсовета. Село расположено на реке Урга в 10 км к югу от Воротынца и федеральной автотрассы М-7 «Волга» по дороге Воротынец — Спасское — Сергач.

## История
Село основано в 1658 году как деревня Старый Майдан и принадлежало князьям Воротынским. В 1680 году она получила статус села и переименована в Покровский Майдан. В 1700 году, поскольку княжеский род захирел, Пётр I пожаловал село, как и другие села Барминской волости адмиралу Фёдору Головину. В 1736 году Фёдор Головин продал село Акинфию Демидову из рода уральских промышленников Демидовых. До начала XIX века земли находились в запустении, поскольку большую часть крестьян Демидовы отправляли на уральские заводы. Только со вступлением во владение землями Прокофия Демидова, который не интересовался промышленностью, начала налаживаться сельскохозяйственная деятельность. В середине XIX века в селе была построена барская усадьба с двухэтажным домом и дворовыми постройками. Была также построена деревянная церковь Покрова Пресвятой Богородицы. В 1864 году на её месте построили каменный храм. После отмены крепостного права Демидовы продали усадьбу в Покров-Майдане. В 1899 году она была выкуплена Нижегородской епархией и в ней было открыто епархиальное училище для подготовки священников. После революции и по настоящее время в этом здании работала школа до 2012 года
В настоящее время основным занятием местного населения является сельское хозяйство: разведение крупного рогатого скота, птицеводство (гуси). В селе работает  ОАО «Колхоз Покров-Майданский».